# Mały Rozsutec

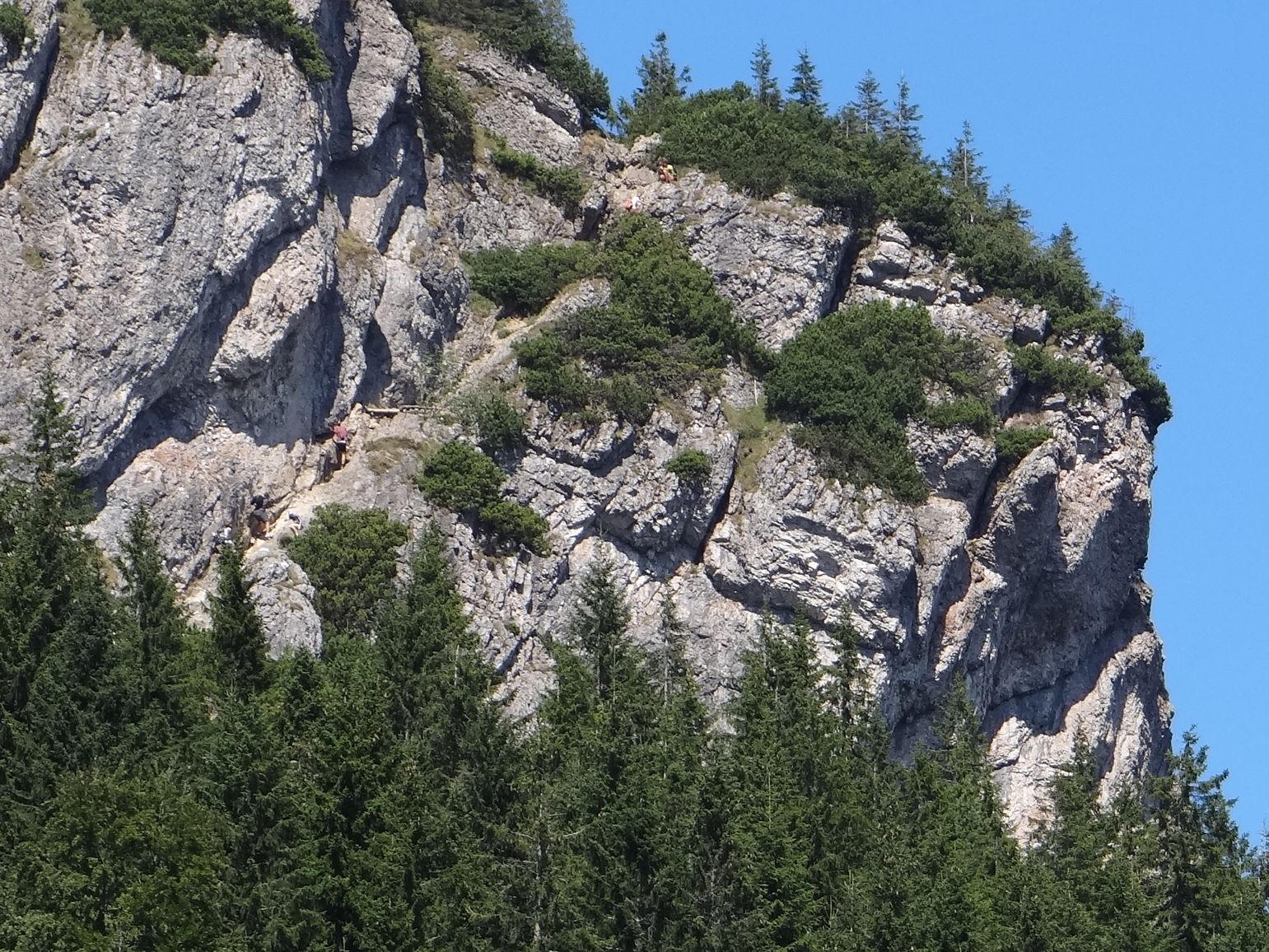
Ubezpieczone łańcuchami wejście na Małego Rozsutca

Mały Rozsutec (1343 m, słow. Malý Rozsutec) – charakterystyczny, skalisty szczyt w tzw. Krywańskiej części Małej Fatry, w Karpatach Zachodnich na Słowacji.

## Położenie
Mały Rozsutec leży w północno-wschodniej części wspomnianej grupy górskiej, ok. 1600 m na północ od szczytu Wielkiego Rozsutca. Wznosi się ok. 400 m na zachód od głównego grzbietu wododziałowego tej części Małej Fatry, oddzielony od niego płytką przełączką Zákres (sedlo Zákres, 1225 m). W kierunku zachodnim od szczytu Małego Rozsutca wybiega grzbiet Rovnej hory (Žobrák, 1087 m), miejscami zwieńczony skalnymi turniczkami i ograniczony od zachodu i południa głębokimi wąwozami zwanymi tu Dierami. W kierunku północno-wschodnim natomiast od przełączki Zákres do przełęczy Príslop nad Bielou biegnie zalesiony grzbiet, z południowej strony którego opadają wysokie wapienne urwiska Białych Ścian.

## Opis szczytu
Skalisty szczyt góry, podobnie jak sąsiedniego Wielkiego Rozsutca, został wymodelowany w wapieniach i dolomitach płaszczowiny choczańskiej. Znajdziemy tu szereg elementów rzeźby krasowej, wśród których wyróżnia się oryginalna Jaskinia Kryształowa (nie udostępniona do zwiedzania).
Poza fragmentem wschodniego stoku cały masyw jest porośnięty lasami, a sam wierzchołek góry pokryty zaroślami kosodrzewiny. Roślinność jest poza tym zbliżona do flory Wielkiego Rozsutca.
Szczyt leży na terenie Parku Narodowego Mała Fatra. Praktycznie cały masyw Małego Rozsutca objęty jest rezerwatem przyrody Rozsutec.

## Turystyka
Szczyt Małego Rozsutca, choć niższy od Wielkiego, jest nieco trudniej od niego dostępny (na obu znakowanych wejściach znajduje się fragment ubezpieczony łańcuchami). Pomimo to jest licznie odwiedzany. Prowadzi na niego znakowany szlak turystyczny. Wejście z przełączki Zákres na szczyt zajmuje ok. 20 min.
  Biely potok – Podrozsutec – Mały Rozsutec – Zákres. 2.30 h, 1.45 h